# Gustavo Valadares
Gustavo da Cunha Pereira Valadares (Belo Horizonte, 30 de agosto de 1977), é um político brasileiro do estado de Minas Gerais filiado ao Partido da Mobilização Nacional (PMN).
Atualmente é deputado estadual em Minas Gerais, pelo seu quarto mandato. É filho do ex deputado federal e atleta Ziza Valadares.
Foi eleito pela primeira vez em 2002, com 25 anos, pelo Partido da Frente Liberal (PFL). Também foi filado ao Partido Social Democrático, de 2011 a 2013 e ao Partido da Social Democracia Brasileira (PSDB) de 2013 a 2022.